# O-1656
O-1656是一种人工合成的大麻素，化学式C
22H
36O
2，由Organix Inc的科学家在2002开发，其苯环连接一个环庚基而非合成大麻素常见的环己基。